# Wohnhausgruppe An der Karlstadt

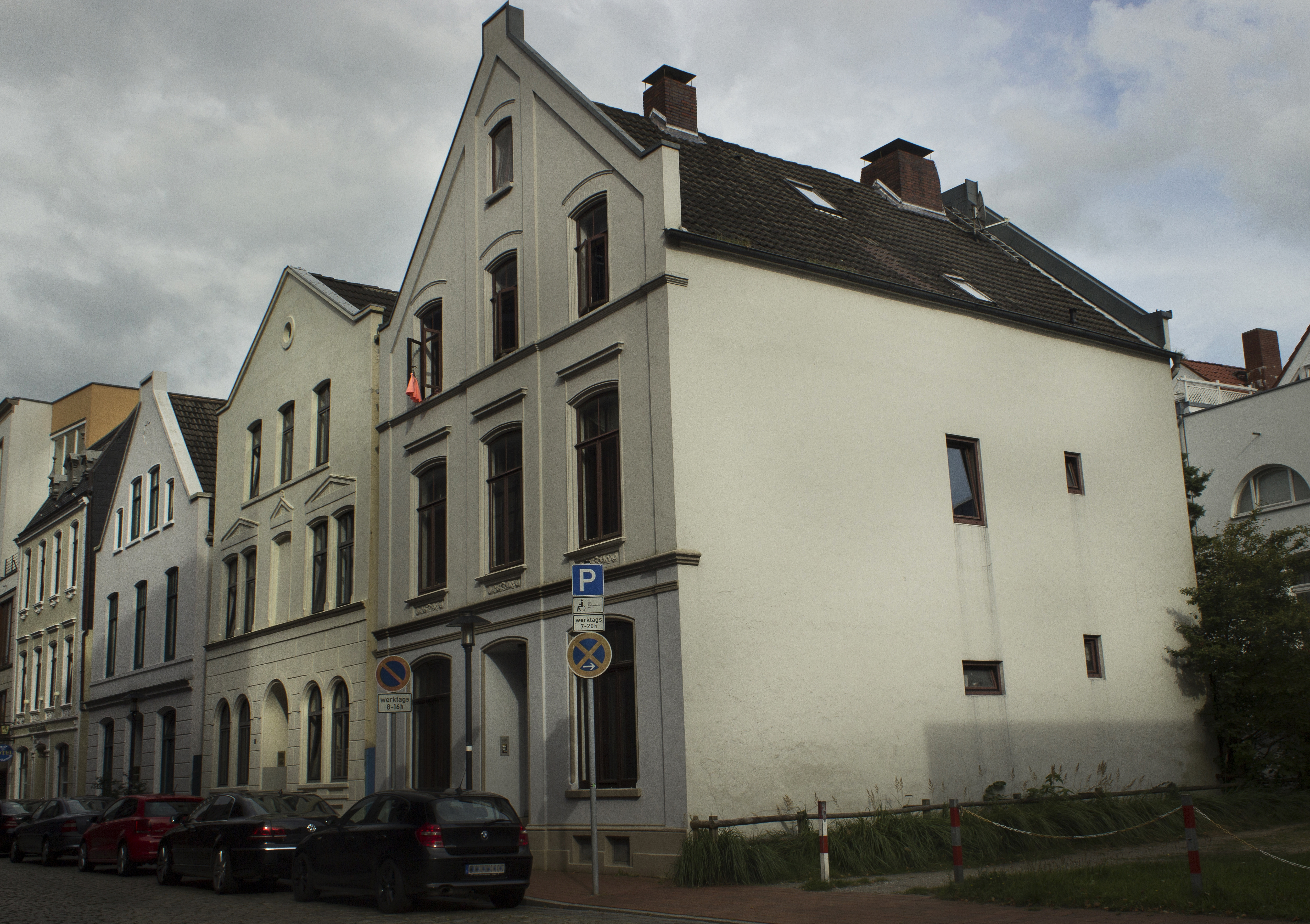
Wohnanlage An der Karlstadt

Die Wohnhausgruppe An der Karlstadt in Bremerhaven - Mitte, An der Karlstadt 29–35, entstand um 1860.
Die Gebäude stehen seit 1979 unter Bremer Denkmalschutz.

## Geschichte
Der heutige Stadtteil Mitte im 1827 gegründeten Bremerhaven wuchs ständig. 1861 wohnten hier 6500 Bürger. An der Karlstadt heißen ein kleines Hotel und die Straße. Sie erinnern an die von den Schweden 1672 gegründete Carlsburg, eine kleine Festungsstadt an der Mündung der Geeste, benannt nach König Carl XI. von Schweden. Die Festung wurde bereits 1683 abgebrochen.  Der Ort wurde weiterhin bezeichnet als Karlstadt.
Die zwei- und dreigeschossigen, verputzten vier Wohnhäuser entstanden um 1860 in der Epoche des Historismus im Stil des Klassizismus. Sie befinden sich am Rande der hier seit 1975 ausgebauten Hochschule Bremerhaven. Zur Geeste orientiert stehen die bekannten Bürgerhäuser Deichstraße von 1983/86 nach Plänen von Peter Weber, die direkt an die Häuser angrenzen.

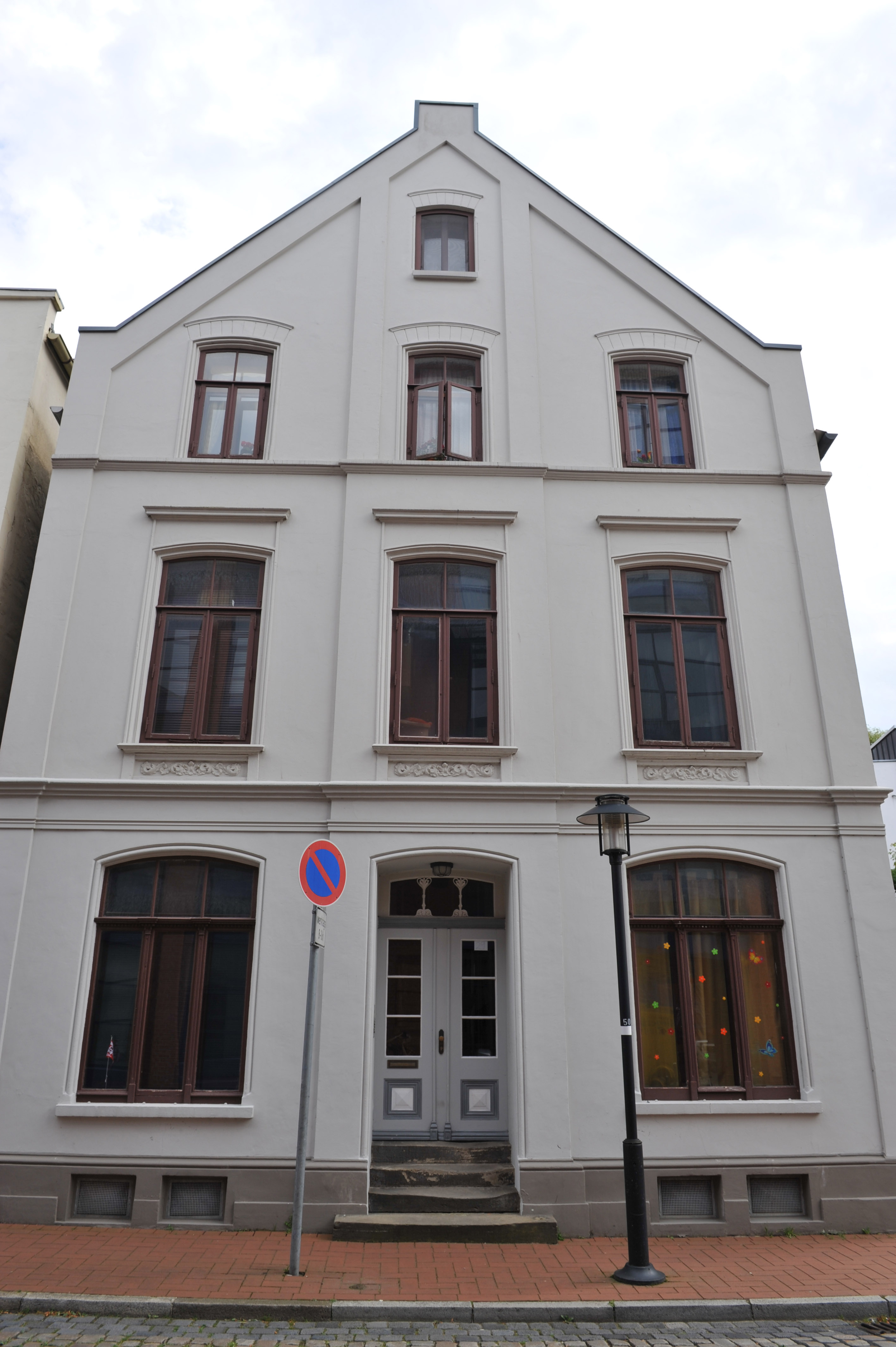
Nr. 29
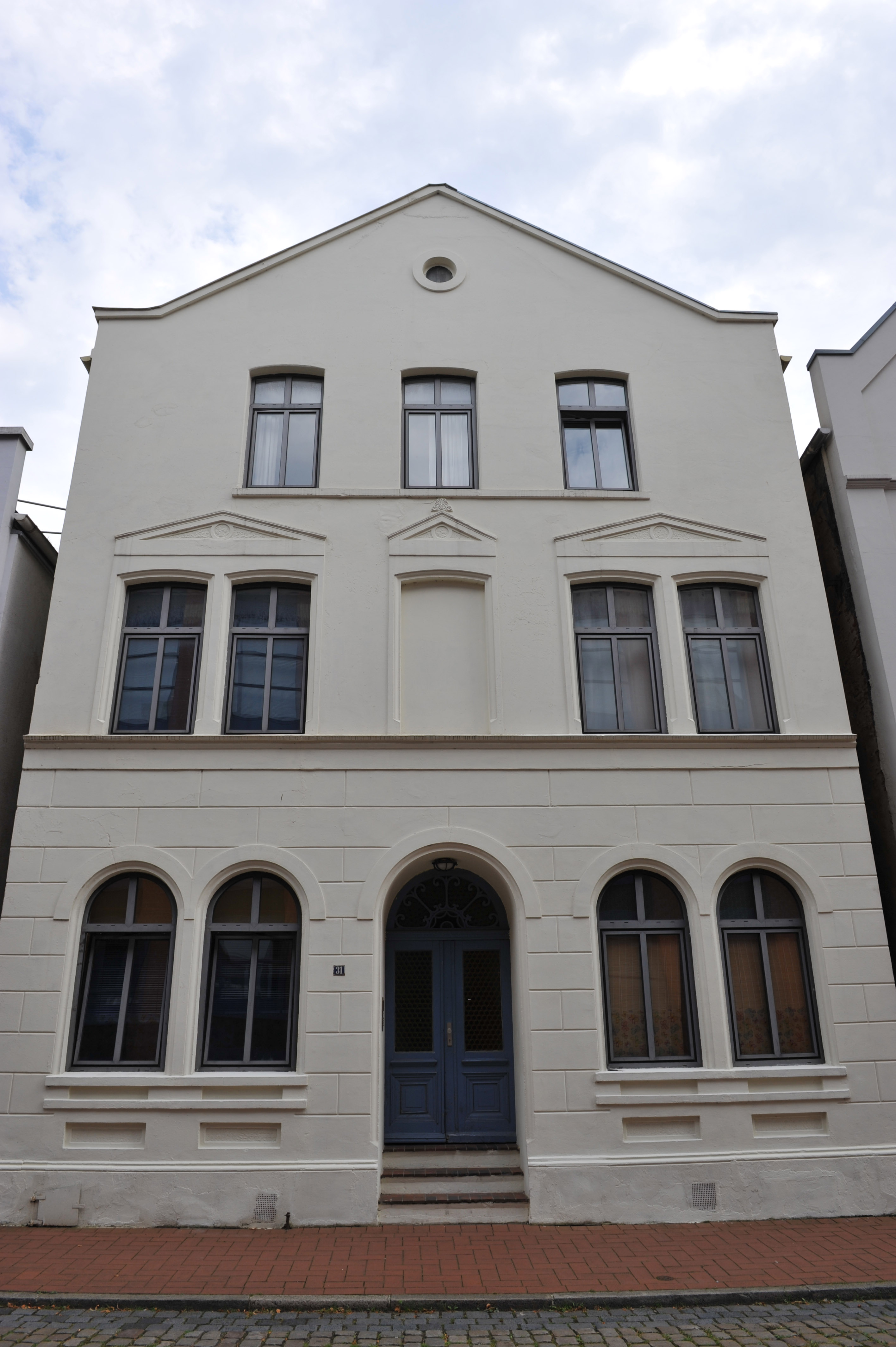
Nr. 31
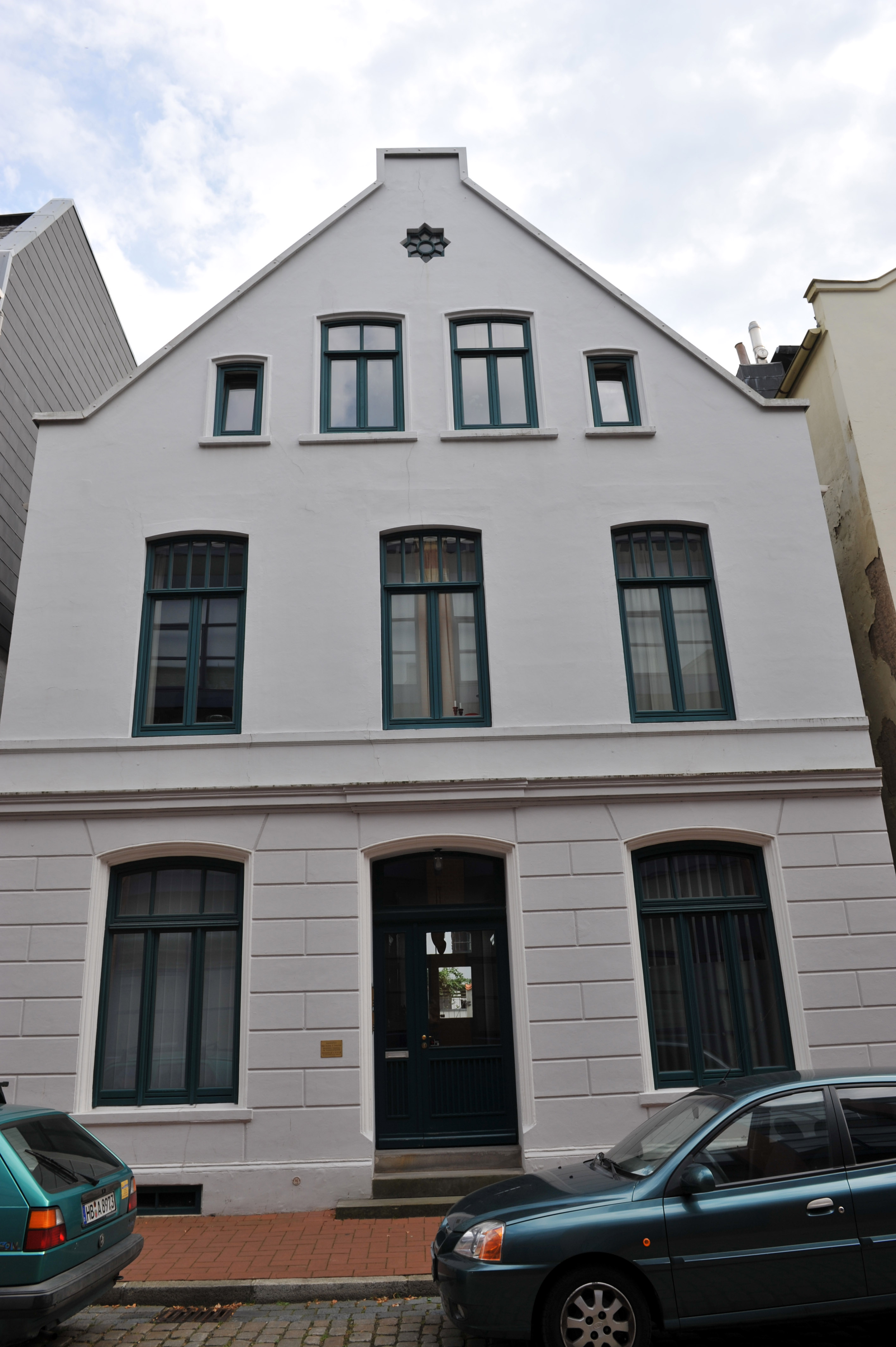
Nr. 33
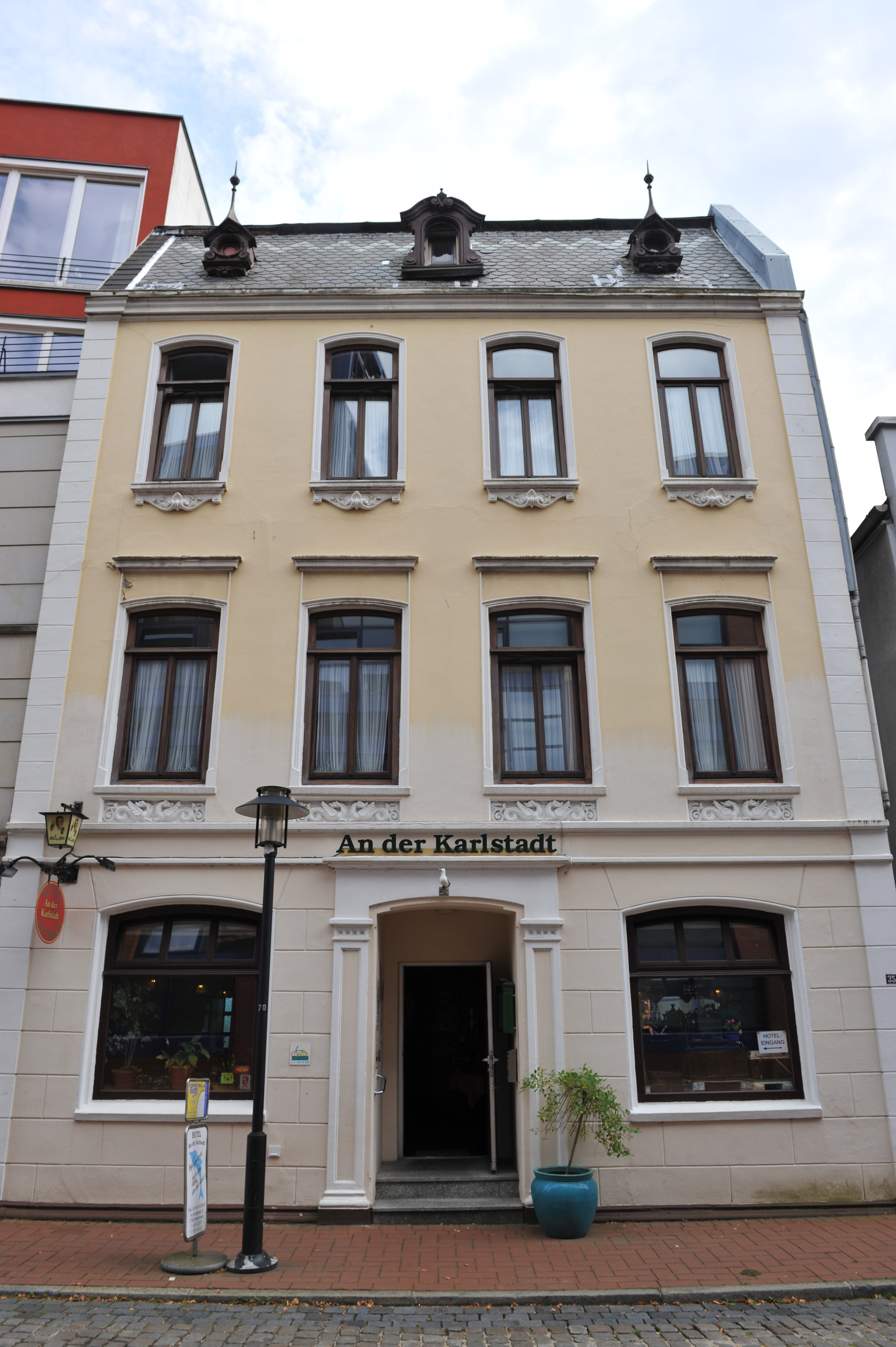
Nr. 35